# 히외르튀르 헤르만손
회르투르 헤르만손(아이슬란드어: Hjörtur Hermannsson, 1995년 2월 8일 ~ )은 피사에서 센터 백으로 활약하고 있는 아이슬란드의 축구 선수이다.

## 국가대표 경력
2015년 11월, 회르투르는 폴란드와의 경기에서 첫 데뷔전을 치렀다.